# ハインリヒ13世・ロイス・ツー・ケストリッツ
ハインリヒ13世・ロイス・ツー・ケストリッツ（Heinrich XIII. Prinz Reuß zu Köstritz, 1830年9月18日 クリップハウゼン - 1897年1月3日 バシュコウ）は、ドイツ・プロイセンの貴族、軍人。最終階級は歩兵大将。
ロイス＝ケストリッツ侯子ハインリヒ63世とその2番目の妻の伯爵令嬢カロリーネ・ツー・シュトルベルク＝ヴェルニゲローデ（1806年 - 1896年）の間の第2子、次男。父の6番目の息子であった。1869年9月26日フュルステンシュタイン城で、同母兄ハインリヒ12世（1829年 - 1866年）の未亡人アンナ・フォン・ホッホベルク（1839年 - 1916年）と結婚し、プレス侯ハインリヒ10世の娘婿、甥ハインリヒ28世の継父となった。夫婦の間には子は生まれなかった。
1849年プロイセン陸軍の士官となった。1873年ドイツ皇帝ヴィルヘルム1世の侍従武官に、1880年第29歩兵旅団の旅団長になった。1885年陸軍中将に昇任、第14師団の師団長となる。1888年休職（z. D. ）となり、1890年（名目的な）歩兵大将となった。
同じ1890年、ドイツ皇帝ヴィルヘルム2世によりプロイセン貴族院議員に任命された。ポーゼン州バシュコウの地主として余生を送った。